# Julie Marie Berman
Julie Marie Berman (Los Angeles, 3 de novembro de 1983) é uma atriz estadunidense. Ela é mais conhecida por seu papel na soap opera General Hospital da ABC, pelo qual recebeu três prêmios Emmy e por seu papel na série de comédia Casual do Hulu.

## Carreira
Berman é mais conhecida por seu papel como Lulu Spencer, a filha teimosa e problemática de Luke e Laura Spencer, na soap opera General Hospital da rede ABC. Ela fez sua primeira aparição em 28 de outubro de 2005. Ela deixou a novela em 2013.
Ela recebeu sua primeira indicação ao Daytime Emmy em 2007 e ganhou seu primeiro Emmy de melhor jovem atriz em série dramática em 2009. Berman ganhou seu segundo Emmy consecutivo em 2010 na mesma categoria. Em 2013, ganhou seu terceiro Emmy, mas na categoria de melhor atriz coadjuvante em série dramática.

## Filmografia

### Cinema
| Ano  | Título             | Papel | Nota(s)        |
| ---- | ------------------ | ----- | -------------- |
| 2014 | Count to 10        | Anna  | Curta-metragem |
| 2015 | Valley of the Moon | Molly |                |

### Televisão
| Ano       | Título                             | Papel                      | Nota(s)                                                         |
| --------- | ---------------------------------- | -------------------------- | --------------------------------------------------------------- |
| 1997–99   | Sétimo Céu                         | Shelby Connor              | Papel recorrente                                                |
| 1999      | Vanished Without a Trace           | Cathy Porterson            | Telefilme (NBC)                                                 |
| 1999–2000 | Once and Again                     | Julie                      | Papel recorrente                                                |
| 2000      | Plantão Médico                     | Jessamyn Chadsey           | "The Fastest Year"                                              |
| 2002      | Boston Public                      | Margo                      | "Chapter 46"                                                    |
| 2005      | Threshold                          | Kristy Foster              | "Blood of the Children"                                         |
| 2005–13   | General Hospital                   | Lulu Spencer               |                                                                 |
| 2007      | General Hospital: Night Shift      | Lulu Spencer               | "Paternity Ward"                                                |
| 2012      | Sand Sharks                        | Nikki                      | Telefilme                                                       |
| 2012      | The March Sisters at Christmas     | Jo March                   | Telefilme (Lifetime)                                            |
| 2013      | Bucket & Skinner's Epic Adventures | Vera                       | "Epic Showdown"                                                 |
| 2013      | Two and a Half Men                 | Sarah                      | "My Bodacious Vidalia"                                          |
| 2014      | Jane the Virgin                    | Candyce                    | "Chapter 8"                                                     |
| 2015      | Satisfaction                       | Marie                      | "... Through Risk"                                              |
| 2015–16   | Chicago Med                        | Dr. Samantha "Sam" Zanetti | Papel recorrente; 8 episódios                                   |
| 2015–16   | Casual                             | Leia                       | Series Regular                                                  |
| 2016      | Gilmore Girls: A Year in the Life  | Serena Ainsworth           | "Fall"                                                          |
| 2017      | Love on Ice                        | Emily                      | Telefilme (Hallmark)                                            |
| 2018–     | There's Always Tomorrow            | Lindsay Anderson Lacey     | Web série 77 episódios (como Lindsay) 19 episódios (como Lacey) |